# Partei Mensch Umwelt Tierschutz
El Partei Mensch Umwelt Tierschutz (PMUT), o Tierschutzpartei, és un partit polític alemany que es va fundar el 1993 amb objectius animalistes i ecologistes. El seu principal objectiu és la introducció de drets dels animals a la constitució alemanya. També aspira a acabar amb l'antropocentrisme i prohibir totes les pràctiques cruels amb els animals. Va ser dels primers partits pels drets dels animals en obtenir un escó al Parlament Europeu en les eleccions europees de 2014.

## Ideologia
El seu principal objectiu és la introducció de més drets dels animals en la constitució alemanya, incloent el dret a la vida i a la protecció contra els danys físics i psicològics. El Tierschutzpartei també exigeix la prohibició de l'experimentació amb animals, de les corrides de toros, de la caça, de la producció de pells, del circ amb animals i de la cria intensiva d'animals, així com l'adaptació de les persones al veganisme.
Les seves idees sobre polítiques mediambientals són relativament similars a les d'Aliança 90/Els Verds. El partit dona suport a la prohibició de l'enginyeria genètica, vol una reducció del transit automobilístic i l'abandonament definitiu de l'energia nuclear.

## Resultats electorals

### Eleccions federals
El 1994 es va presentar a les seves primeres eleccions federals en les quals va rebre el 0,2 % dels vots (71.643 sufragis en total). El 2017 va obtenir els seus millors resultats, el 0,8 % dels vots (374.179 vots en total), tot i estar en competició amb el nou partit polític Animal Welfare Alliance, format per antics membres del PMUT.
| Any  | Circumscripció | Circumscripció | Llista  | Llista | Escons  | +/– | Ref.   |
| Any  | Vots           | %              | Vots    | %      | Escons  | +/– | Ref.   |
| ---- | -------------- | -------------- | ------- | ------ | ------- | --- | ------ |
| 1994 |                |                | 71.643  | 0,2    | 0 / 672 | Nou | [ 5 ]  |
| 1998 | 1.734          | 0.0            | 133.832 | 0,3    | 0 / 669 | =   | [ 6 ]  |
| 2002 | 8.858          | 0.0            | 159.655 | 0,3    | 0 / 603 | =   | [ 7 ]  |
| 2005 | 7.341          | 0.0            | 110.603 | 0,2    | 0 / 614 | =   | [ 8 ]  |
| 2009 | 16.887         | 0.0            | 230.872 | 0,5    | 0 / 622 | =   | [ 9 ]  |
| 2013 | 4.437          | 0.0            | 140.366 | 0,3    | 0 / 630 | =   | [ 10 ] |
| 2017 | 22.917         | 0.1            | 374.179 | 0,8    | 0 / 709 | =   | [ 11 ] |
| 2021 | 160,863        | 0.4            | 673,669 | 1.5    | 0 / 736 | =   |        |
| 2025 | 82,485         | 0.17           | 482,032 | 0.97   | 0 / 630 | =   |        |

### Eleccions europees
Es va presentar per primera vegada a eleccions europees el 1999, en les quals van obtenir el 0,7 % dels vots. Va presentar-se a les eleccions europees de 2004 i 2009, en les quals van obtenir el 1,3 % i l'1,1 % dels vots respectivament. El 2014 va rebre l'1,2 % de vots (366.598 sufragis en total) i va obtenir el seu primer escó al Parlament Europeu, que va ocupar Stefan Eck. A finals d'aquell any, Eck va abandonar el PMUT, deixant el partit sense representació parlamentària. Eck va mantenir el càrrec d'eurodiputat. A les eleccions de 2019, el partit va rebre l'1,4 % dels vots (542.226 sufragis en total), recuperant la seva representació parlamentària amb l'eurodiputat Martin Buschmann. Formava part del grup parlamentari EUL-NGL fins al gener de 2020 que va abandonar-lo després que es fes públic que havia format part d'un grup neonazi als anys noranta.
| Any  | Vots    | %     | +/- | Escons | +/– | Grup       | Ref.   |
| ---- | ------- | ----- | --- | ------ | --- | ---------- | ------ |
| 1999 | 185.186 | 0,7 % | Nou | 0 / 99 | Nou | -          | [ 12 ] |
| 2004 | 331.388 | 1,3 % | 0,2 | 0 / 99 | =   | -          | [ 17 ] |
| 2009 | 289.694 | 1,1 % | 0,2 | 0 / 99 | =   | -          | [ 18 ] |
| 2014 | 366.598 | 1,2 % | 0,1 | 1 / 96 | 1   | L'Esquerra | [ 15 ] |
| 2019 | 542.226 | 1,4 % | 0,2 | 1 / 96 | =   | L'Esquerra | [ 15 ] |
| 2024 | 570,498 | 1.43% |     | 1 / 96 | =   | L'Esquerra |        |